# 浦和コルソ
浦和コルソ （うらわコルソ、英字表記：URAWA CORSO） は、埼玉県さいたま市浦和区高砂の浦和駅西口にある商業施設である。主に北側の棟に核テナントである伊勢丹浦和店が出店し、南側の棟は専門店街として特に浦和コルソと呼ばれている。伊勢丹を含めた再開発ビル全体の愛称がコルソである。

## 概要
浦和駅西口に駅前広場の整備などを行った浦和駅前市街地改造事業に伴い建設されたビル。コルソ側をA棟、伊勢丹側をB棟として建設されたが、2棟は連結しており、1つの建物のようになっている。利便性を考慮し、1階には東西方向、南北方向に抜けることのできる通路がある。駅前広場確保を兼ねた事業の為、残りの敷地にフロア数の大きな建物を建設する必要があり、大型商業施設のビルとなった。そこで核店舗として、当時浦和には百貨店がなかったことから伊勢丹を誘致し、開業した。現在でも県内で最も高所得者が多い浦和に立地していることから、伊勢丹新宿店に次ぐ売上高をあげている。フロアの半分以上を伊勢丹が占め（とくに5・6階は全フロア伊勢丹である）、すべての階でコルソと伊勢丹は繋がっていることから、浦和の伊勢丹といえばこの建物を指すことが多い。地下1階から浦和駅までは中ノ島地下道によって繋がっている。建設費は約364億円。

## 構造
2棟とも地上7階地下3階である。
A棟
- 敷地面積 - 5,507m2
- 建築面積 - 4,677m2
- 延床面積 - 44,482m2
- 建蔽率 - 85.00%
- 容積率 - 750.00%

## 沿革
- 1967年（昭和42年）9月 - 県内最初の再開発事業地区として、面積2.1ha、施行者は浦和市で都市計画決定。
- 1972年（昭和47年）5月 - 事業計画認可。
- 1978年（昭和53年）12月 - 着工。
- 1981年（昭和56年）3月 - 竣工。
- 1981年（昭和56年）4月 - 14年の歳月をかけ、地上7階地下3階の浦和駅西口再開発ビルが完成し、市民からの愛称募集によりコルソと命名された。なおコルソはイタリア語で「道」の意味である。

## 主な店舗
屋上（テニススクール）
- コナミスポーツテニススクール浦和

7階（ホール、クッキングスクール、歯科、旅行）
- コルソホール（多目的ホール。講演会、販売会が開催される）

4階（書店、趣味）
3階（ヤングファッション、雑貨）
2階（婦人服、紳士服、エステ）
1階（婦人服、服飾雑貨）
地下1階（食品、レストラン）
地下2階
- 駐車場